# Dookoła Bułgarii
Dookoła Bułgarii (bułg. Обиколка на България, ang. Tour of Bulgaria) – wyścig kolarski rozgrywany w Bułgarii, w ostatnich latach we wrześniu. Od 2005 roku należy do cyklu UCI Europe Tour i ma kategorię 2.2.
Wyścig odbył się po raz pierwszy w roku 1924 i organizowany jest co rok, regularnie od 1964 roku. Rekordzistą pod względem zwycięstw w klasyfikacji generalnej jest kolarz gospodarzy Iwajło Gabrowski – pięć triumfów.
Pięciokrotnie wyścig wygrywali polscy kolarze. W 1971 roku zwyciężył Ryszard Szurkowski, cztery lata później Janusz Kowalski, w 2000 roku Seweryn Kohut, w 2004 Tomasz Kłoczko i w 2020 Patryk Stosz.

## Lista zwycięzców
Opracowano na podstawie:
| Rok      | Pierwsze                            | Drugie                | Trzecie                  |
| -------- | ----------------------------------- | --------------------- | ------------------------ |
| 1924     | Georgi Abadżiew Kostadin Dyrilgerov |                       | Nikola Vetov             |
| 1935     | Marin Nikołow                       | Nikoła Nenow          | Gentcho Grozev           |
| 1949     | Milko Dimov                         | Ilia Krastev          | Rangel Mitov             |
| 1950     | Milko Dimov                         | Ilia Krastev          | Ivan Dinev               |
| 1955     | Stoyan Georgiev Demirev             | Nentcho Christov      | Milko Dimov              |
| 1956     | Dimitar Kolev                       | Nentcho Christov      | Ilia Krastev             |
| 1957     | Nentcho Christov                    | Milko Dimov           | Ivan Todorov             |
| 1958     | Bojan Kocew                         | Joseph Wasko          | Kamiel Buysse            |
| 1959     | Bojan Kocew                         | Lex van Kreuningen    | Bogusław Fornalczyk      |
| 1960     | Bojan Kocew                         | André Durnez          | Marcel Leboutte          |
| 1961     | Dimitar Kolev                       | Joze Sebenik          | Eugeniusz Pokorny        |
| 1962     | Iwan Bobekow                        | Johannes Schober      | Nentcho Christov         |
| 1963     | Laylo Tzotzev                       | Nentcho Christov      | Iwan Bobekow             |
| 1964     | Boris Botchev                       | Stefan Neytchev       | Iwan Bobekow             |
| 1965     | Jiří Háva                           | Angel Kirilov         | Roberto Bonetto          |
| 1966     | Iwan Bobekow                        | Klaus Ampler          | Angel Kirilov            |
| 1967     | Ján Wenczel                         | Dimityr Kotew         | Sławczo Nikołow          |
| 1968     | Vesko Kutujev                       | Bernd Knispel         | Sławczo Nikołow          |
| 1969     | Selvino Poloni                      | Bernd Knispel         | Stanisław Labocha        |
| 1970     | Fedor den Hertog                    | Dieter Gonschorek     | Dieter Mickein           |
| 1971     | Ryszard Szurkowski                  | Zygmunt Hanusik       | Otto Timm                |
| 1972     | Ivan Popov                          | Lucjan Lis            | Henke Svatopluk          |
| 1973     | Iwan Skosyriew                      | Detlef Kletzin        | Yani Tchakarov           |
| 1974     | Rinat Sharafullin                   | Alexander Gusjatnikow | Jørgen Marcussen         |
| 1975     | Janusz Kowalski                     | Alexander Gusjatnikow | Edward Barcik            |
| 1976     | Alexander Gusjatnikow               | Tadeusz Mytnik        | Hans-Joachim Hartnick    |
| 1977     | Siegbert Schmeisser                 | Tadeusz Mytnik        | Zdenek Bartonicek        |
| 1978     | Nenczo Stajkow                      | Juri Barinow          | Peter Koch               |
| 1979     | Juri Barinow                        | Jiří Škoda            | Thomas Barth             |
| 1980     | Nenczo Stajkow                      | Jörg Köhler           | Hans-Joachim Meisch      |
| 1981     | Boris Issaiev                       | Venelin Khubenov      | Leon Dejits              |
| 1982     | Leon Dejits                         | Martin Goetze         | Nikolai Naumov           |
| 1983     | Venelin Khubenov                    | Dan Radtke            | Alexandre Jevpak         |
| 1984     | Nenczo Stajkow                      | Wiktor Klimow         | Jan Schur                |
| 1985     | Petar Petrow                        | Nasko Stoichev        | Uwe Raab                 |
| 1986     | Bojko Angelov                       | Petar Petrow          | Jewhen Zahrebelny        |
| 1987     | Petar Petrow                        | Ołeksandr Zinowjew    | Nenczo Stajkow           |
| 1988     | Valentin Jivkov                     | Mladen Ivanov         | Nenczo Stajkow           |
| 1989     | Didier Pasgrimaud                   | Vladimir Kirik        | Vladimir Igoshkin        |
| 1990     | Paweł Szumanow                      | Jaroslav Bílek        | Iwan Iwanow              |
| 1991     | Aleksandar Milenković               | Igor Novikov          | Martin Slanik            |
| 1992     | Paweł Szumanow                      | Yury Surkov           | Bogdan Ravbar            |
| 1993     | Mano Lubbers                        | Paweł Czopek          | Iwan Stanczew            |
| 1994     | Christo Zajkow                      | Wiktor Klimow         | Jan Schur                |
| 1995     | Christo Zajkow                      |                       |                          |
| 1996     | Christo Zajkow                      | Ruslan Ivanov         | Petar Petrow             |
| 1997     | Paweł Szumanow                      |                       |                          |
| 1998     | Krassimir Vasiliev                  |                       |                          |
| 1999     | Maksim Gurow                        |                       |                          |
| 2000     | Seweryn Kohut                       | Faat Zakirow          | Sławomir Kohut           |
| 2001     | Dimitar Gospodinow                  | Georgi Koew           | Denis Titschenko         |
| 2002     | Dimitar Gospodinow                  | Igor Bonciucov        | Stefano Ciuffi           |
| 2003     | Iwajło Gabrowski                    | Balazs Rohtmer        | Krasimir Wasilew         |
| 2004     | Tomasz Kłoczko                      | Are Andresen          | Nélson Vitorino          |
| 2005     | Martin Prázdnovský                  | Ołeksandr Kłymenko    | Michael Muck             |
| 2006     | Iwajło Gabrowski                    | Siergiej Firsanow     | Danieł Petrow            |
| 2007     | Ewgenij Gerganow                    | Paweł Szumanow        | Massimo Giunti           |
| 2008     | Iwajło Gabrowski                    | Danaił Petrow         | Serhiy Grechyn           |
| 2009     | Iwajło Gabrowski                    | Władimir Koew         | Walter Pedraza           |
| 2010     | Krasimir Wasilew                    | Ricardo Mestre        | Francisco Mancebo        |
| 2011     | Iwajło Gabrowski                    | Martin Grashev        | Swetosław Czanliew       |
| 2012     | Maksat Ajazbajew                    | Marcin Sapa           | Georgi Georgiev Petrov   |
| 2013     | Rémy Di Grégorio                    | Spas Gjurow           | Mychajło Kononenko       |
| 2015     | Stefan Christow                     | Oleg Zemlyakov        | Patrik Tybor             |
| 2016     | Marco Tecchio                       | Simone Ravanelli      | Żandos Biżygitow         |
| 2017     | Sergiy Lagkuti                      | Aleksandar Aleksiev   | Nicolae Tanovitchii      |
| 2017 (2) | Witalij Buc                         | Stanisłau Bażkou      | Andrij Wasyluk           |
| 2020     | Patryk Stosz                        | Alessandro Baroni     | Miguel Ángel Ballesteros |
| 2021     | Immanuel Stark                      | Georg Steinhauser     | Timo Kielich             |
| 2022     | Kyryło Carenko                      | Alexis Guérin         | Francesco Di Felice      |
| 2023     | Michal Schuran                      | Michele Gazzoli       | Félix Stehli             |
| 2024     | Matteo Malucelli                    | Giovanni Carboni      | Thomas Pesenti           |